# Bärenfels
Bärenfels (früher auch Kurort Bärenfels) ist ein Ortsteil der sächsischen Stadt Altenberg im Landkreis Sächsische Schweiz-Osterzgebirge.

## Geografie
Bärenfels befindet sich etwa 30 km südlich von Dresden und liegt etwa 2 km oberhalb der B 170. Im Westen fließt der Pöbelbach vom Quellgebiet am Erzgebirgskamm in Schmiedeberg in die Rote Weißeritz mündend, im Osten die Wilde Weißeritz Richtung Dresden. Bärenfels ist von Wäldern umgeben und zwischen die beiden Berge Spitzberg und Hofehübel eingebettet.
Um Bärenfels befinden sich die Orte:
- im Nordwesten die Dippoldiswalder Ortsteile Ammelsdorf, Oberpöbel und Schönfeld
- im Norden Kipsdorf
- im Nordosten der Erholungsort Oberbärenburg
- im Osten Waldbärenburg
- im Südosten Schellerhau

Bärenfels befindet sich an den Kreisstraßen 9045 und 9041 und an der Staatsstraße 183. In der Nähe verläuft die Bundesstraße 170 Richtung Grenzübergang Zinnwald. Im nahe gelegenen Kipsdorf befindet sich der Endpunkt der historischen Dampfeisenbahnlinie Weißeritztalbahn. Die nächsten regulären Bahnhöfe befinden sich in Altenberg und Geising.

## Geschichte
Bärenfels wurde vermutlich 1503 gegründet. Der Ort hat seinen Namen nicht von dem Bären, sondern von den Besitzern der Herrschaft Bärenstein, zu dem das Gebiet gehörte. Zwischen 1546 und 1559 erhielt Hans von Bernstein den Auftrag, Orte an der Weißeritz zu einem Rittergut zu vereinigen und ein Schloss Bärenfels zu bauen. Im Dreißigjährigen Krieg starb Bärenfels vollständig aus. Erst 1701 sollen hier wieder einige Menschen gesiedelt haben. Seit 1791 gehörte Bärenfels zum Amt Altenberg, von 1856 bis 1875 zum Gerichtsamt Altenberg, danach zur Amtshauptmannschaft Dippoldiswalde. Mit der Kreisreform 1952 wurde Bärenfels dem Kreis Dippoldiswalde angehörig. Nach der sächsischen Landkreisreform 1994 ging Bärenfels in den aus Landkreis Dippoldiswalde und Landkreis Freital gebildeten Weißeritzkreis über. Nach über 500 Jahren Selbstständigkeit wurde Bärenfels am 1. Januar 1999 ungewollt nach Altenberg eingemeindet. Der Weißeritzkreis bildete ab dem 1. August 2008 mit dem benachbarten Landkreis Sächsische Schweiz den neuen Landkreis Sächsische Schweiz-Osterzgebirge.
Auch die Schreibungen von Bärenfels veränderten sich im Laufe der Zeit. So wurde der Ort 1556 „Bernfels“ genannt, 1564 „Bährenfels“ und 1570 „Berenfelß“. Ab 1784 wurde dann die heutige Schreibweise üblich.
Bärenfels führte bis nach 1990 den Zusatz Kurort und war bis 2018 staatlich anerkannter Erholungsort.

## Sehenswürdigkeiten

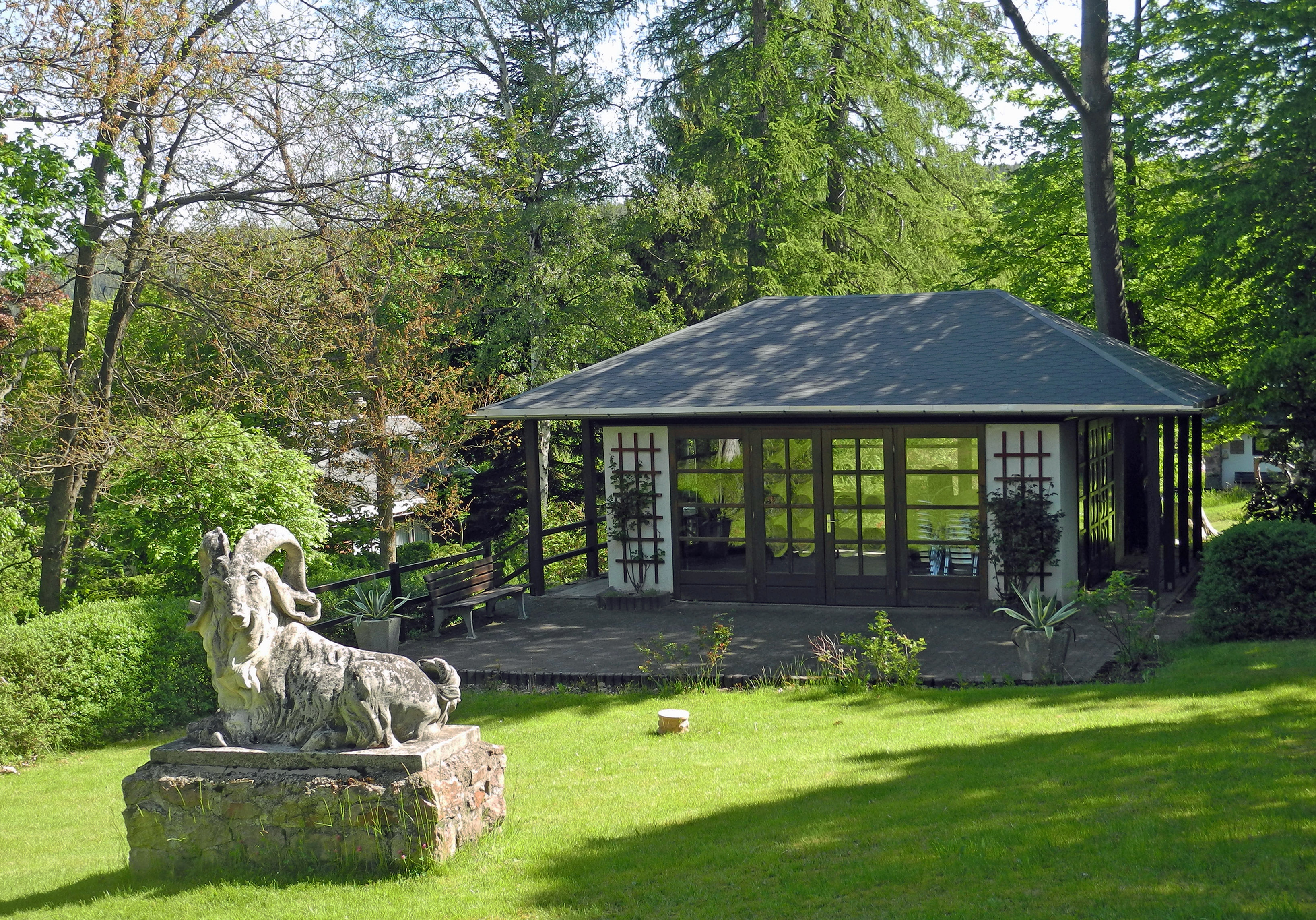
Kurpark Bärenfels
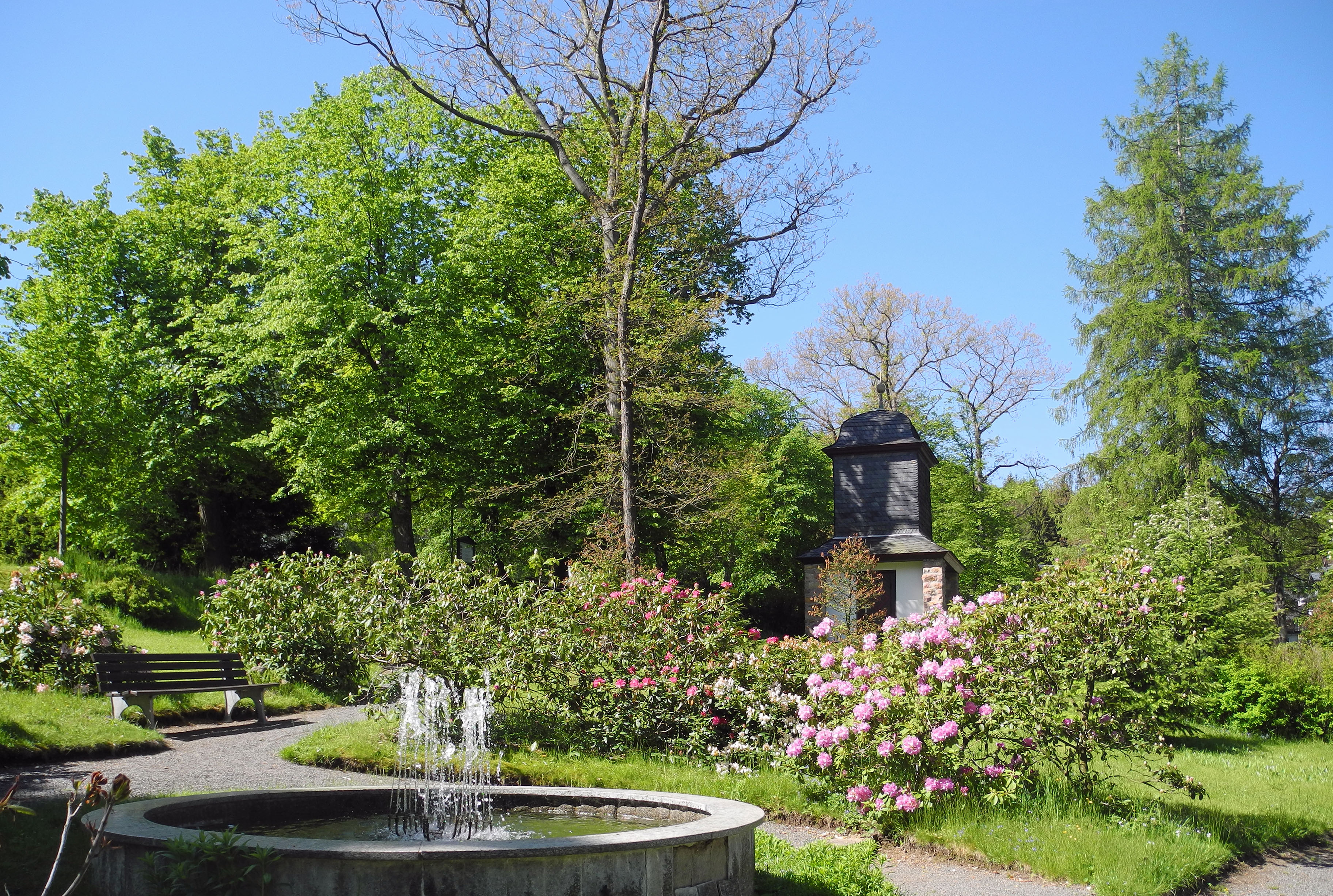
Kurpark Bärenfels
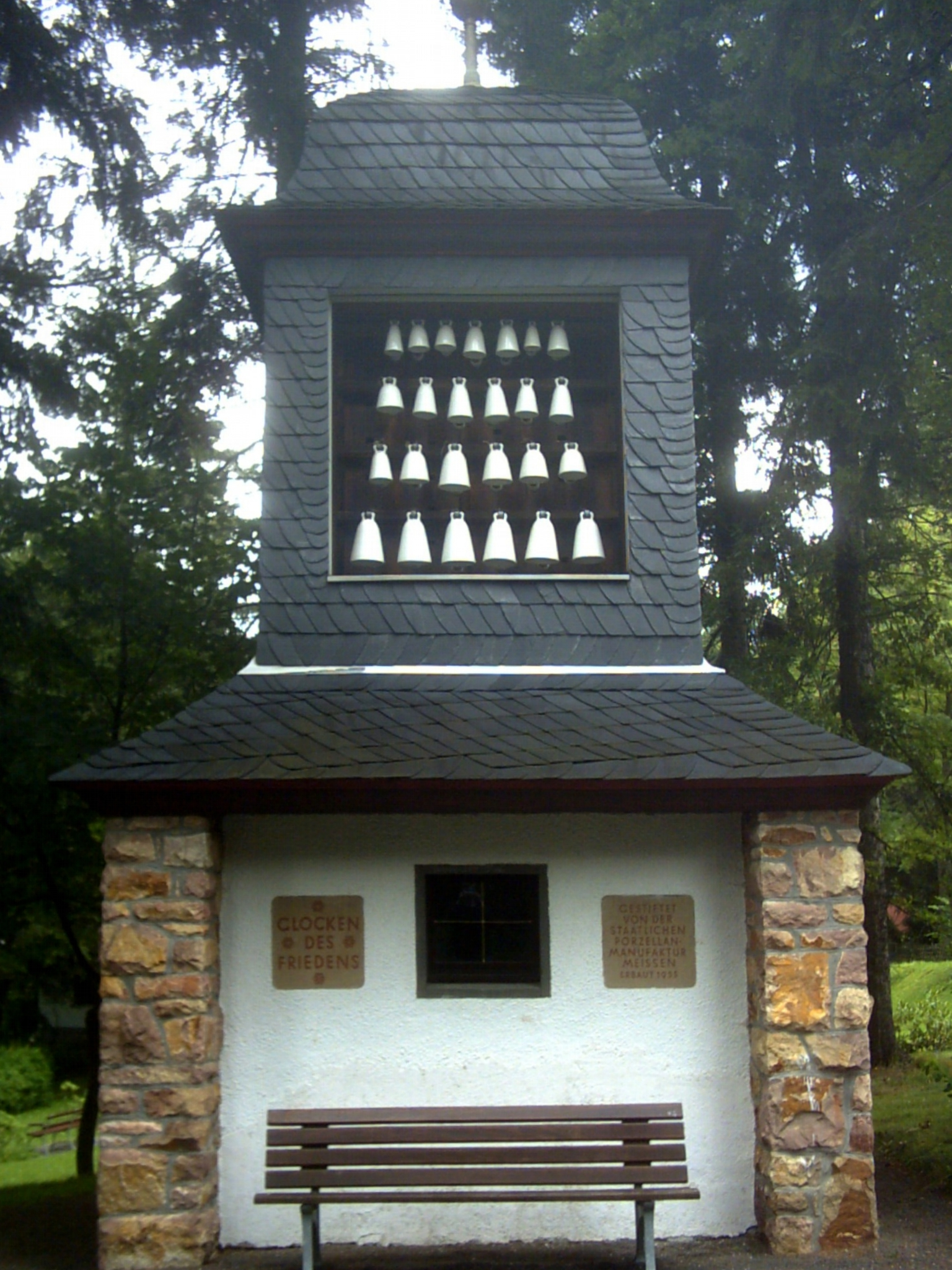
Porzellanglockenspiel
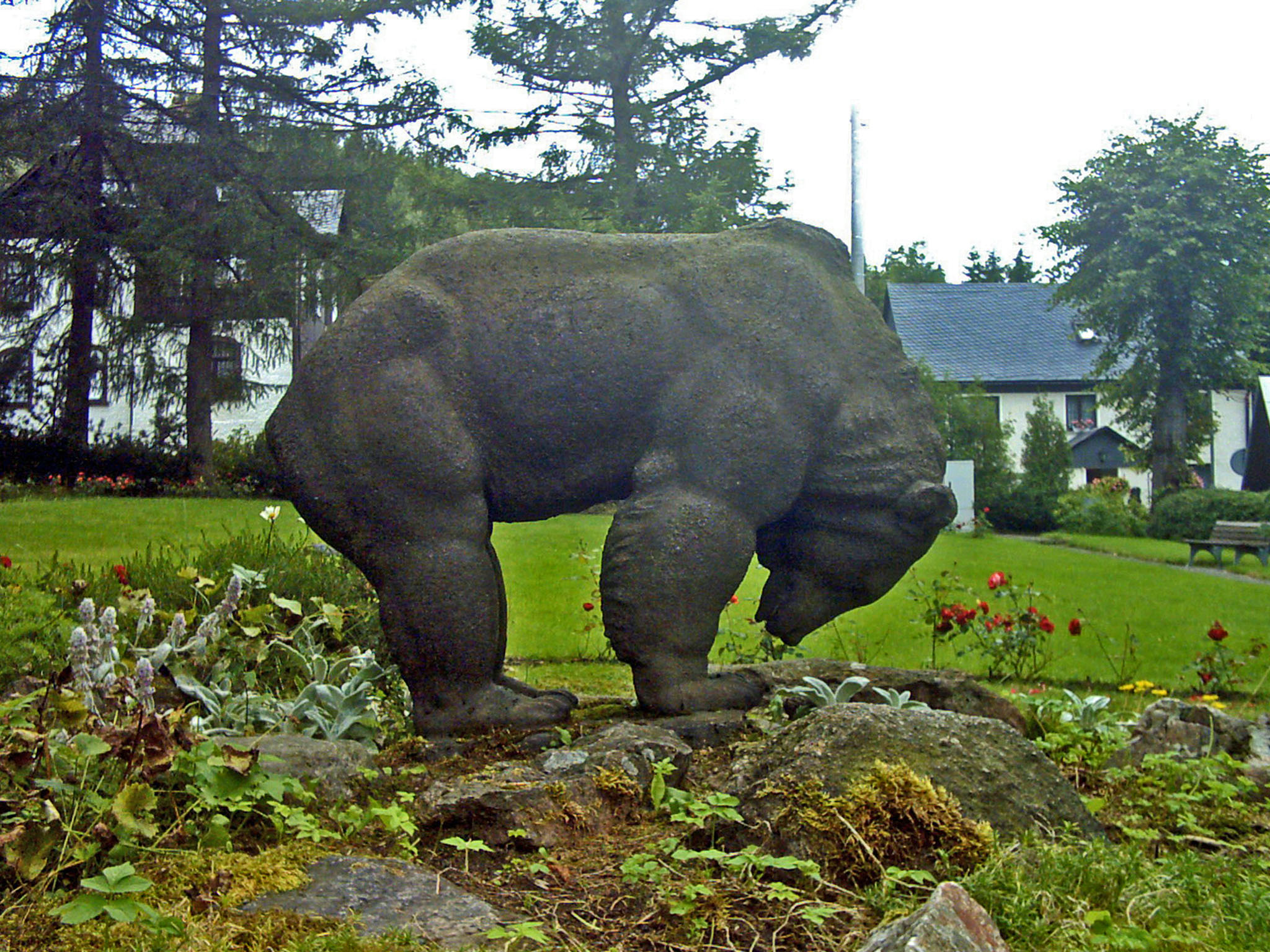
Symbolischer Bär
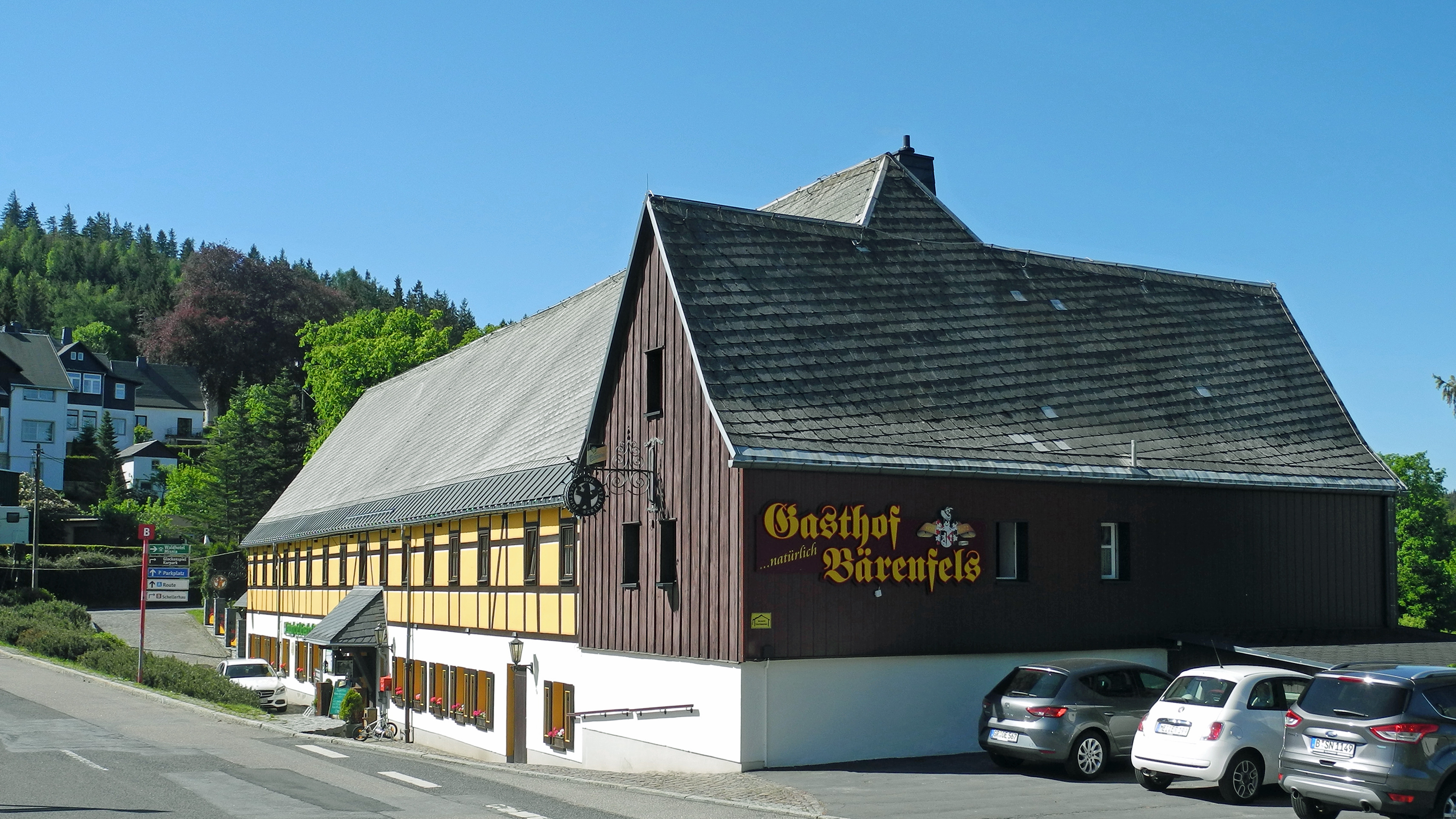
Gasthof aus dem 17. Jahrhundert
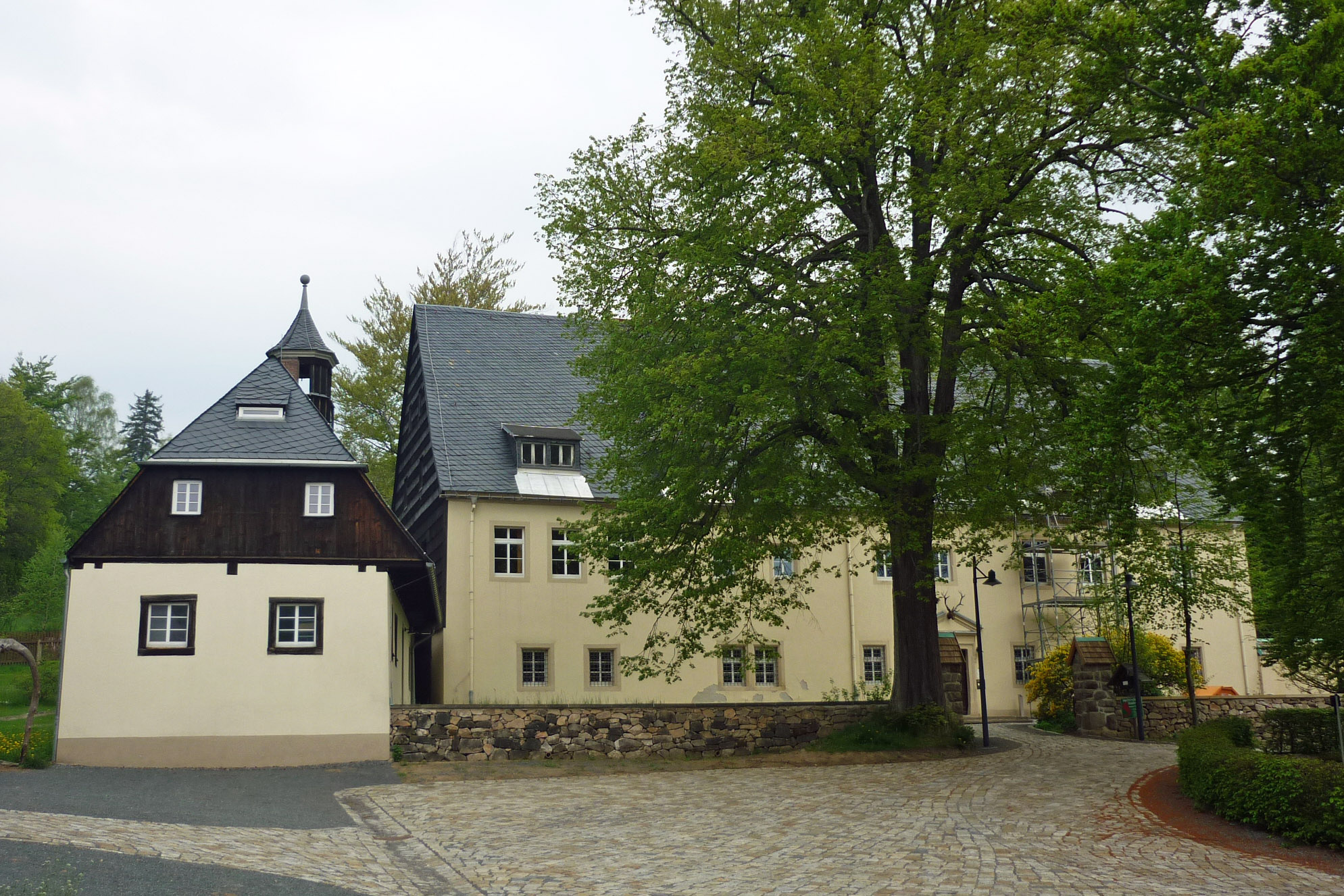
Forsthaus Bärenfels

- Glocken des Friedens, Porzellanglockenspiel aus Meißner Porzellanglocken, 1955 erbaut
- Kurpark
- Naturlehrpfad und Arboretum am Forstamt
- Paul-Hölzig-Puppenspielsammlung im Gasthof Bärenfels (siehe auch Bärenfelser Puppenspiele)
- Steinmeer mit Schutzhütte
- Himmelsleiter
- Kriegerdenkmal am Hofehübel

## Persönlichkeiten
- Maximilian von Klotz (* 26. August 1796 in Biesig bei Reichenbach/O.L.; † 28. November 1864 in Bärenfels), Forstmann, ab 1830 kgl.-sächs. Oberforstmeister und Floß-Oberaufseher in Bärenfels, Grab am Hofehübel
- Herrmann Krutzsch (1886–1952), Oberforstmeister, Leiter des Forstamtes Bärenfels 1926–43
- Paul Hölzig (1911–1989), Handpuppenspieler, lebte und wirkte in Bärenfels.
- Diana Sartor (* 1970), Welt- und Europameisterin im Skeleton, wohnt in Bärenfels.

## Verkehr
Es war geplant, in Bärenfels einen Bahnhof an der Pöbeltalbahn zu errichten. Diese Bahnstrecke ist aber nie realisiert worden.